# 尼曼奖学金
尼曼奖学金（英語：Nieman Fellowship）由美国《密爾瓦基每日衛報》创办人卢修斯·尼曼的遗孀艾格尼丝·尼曼捐款100万元在哈佛大学设立的奖学金。

## 历史
1936年建立，从1937年起每年遴选12名(现增至20余名)资深报人作为尼曼研究员在哈佛大学下设的任何一个学院进修一年。他是全球历史最悠久的新闻从业人员进修奖学金，历年全世界各國已有逾千人获奖。